# Hywel ap Rhys
 Hywel ap Rhys (mort vers 885/886) est un roi de Glywysing du IXe siècle.

## Biographie

### Origines
Hywel ap Rhys appartient à une lignée cadette de la dynastie. Il est le fils de Rhys (II) ap Arthfael ap Gwriad ap Brochfael ap Rhys ap Ithael et le cousin de Brochfael ap Meurig, roi de Gwent à la même époque 

### Règne
Hywel est le représentant de l'obscure dynastie des rois de Glywysing qui se soumet à Alfred le Grand vers 885 avec « Brocmail et Fernmail fils de Mouric rois de Gwent ». Hywel est sans doute la même personne que le Hoelt qui érige un monument à Llantwit Major afin de commémorer son père Rhys et le Hywel qui, selon le Brut y Tywysogion, meurt à Rome en 885 ou 886

## Postérité
Hywel ap Rhys laisse deux fils :
- Owain (mort vers 930) ;
- Arthfael (mort après 920).

## Sources
- (en) Mike Ashley British Kings & Queens,  Robinson, Londres 1998,  (ISBN 1841190969). « Hywel ap Rhys » p. .128
- (en) Peter Bartrum, A Welsh classical dictionary: people in history and legend up to about A.D. 1000, Aberystwyth, National Library of Wales, 1993 (ISBN 9780907158738), p. 424 HYWEL ap RHYS, king of Glywysing. (d.886?).
- (en) Timothy Venning, The Kings & Queens of Wales, Mill Brimscombe Port Stroud, Amberley Publishing,, 2013 (ISBN 9781445615776), p. 166